# Título 10 do Código dos Estados Unidos
O Título 10 do Código dos Estados Unidos descreve o papel das forças armadas no Código dos Estados Unidos. Ele fornece a base legal para as funções, missões e organização de cada um dos serviços, bem como do Departamento de Defesa dos Estados Unidos. Cada um dos cinco subtítulos trata de um aspecto ou componente separado das forças armadas.
- Subtítulo A—Lei Militar Geral, incluindo Código Uniforme de Justiça Militar
- Subtítulo B—Exército
- Subtítulo C — Marinha e Corpo de Fuzileiros Navais
- Subtítulo D—Força Aérea e Força Espacial[2]
- Subtítulo E—Componentes de Reserva

O atual Título 10 foi o resultado de uma revisão e renumeração do antigo Título 10 e Título 34 em um título por um ato do Congresso em 10 de agosto de 1956.
O Título 32 descreve a base legal relacionada, mas diferente, para os papéis, missões e organização da Guarda Nacional dos Estados Unidos no Código dos Estados Unidos.